# Gut II
Gut (Gutt, Niezgoda odmienny) – pomorski herb szlachecki, herb własny rodziny Gut.

## Opis herbu
Opis zgodnie z klasycznymi regułami blazonowania:
W polu strzała w słup, na niej miecz w lewo w pas, na tym pośrodku podkowa. Barwy nieznane.

## Najwcześniejsze wzmianki
Herb znany z pieczęci Jerzego Guta z Radoszewa, odciśniętej na dokumencie z 22.02.1569.

## Herbowni
Gut (Gutt). Gałęzie tej rodziny z nazwiskami odmiejscowymi Dargolewski, Gliński, Zapędowski, Radoszewski używały herbu Sas Pruski. Gałęzie z nazwiskami Minkowski, Kłanicki, Łętowski notowane były z herbem Niezgoda. Herb Niezgoda, czy raczej jego wariant, jest najwyraźniej pierwotnym herbem tej rodziny, która następnie w niektórych gałęziach omyłkowo lub celowo zastąpiła go herbem Sas Pruski i jego wariantami.